# Kseniya Mishyna
Kseniya Oleksandrivna Mishyna (en ucraniano: Ксенія Олександрівна Мішина, nacida el 18 de junio de 1989 en Sebastopol) es una actriz ucraniana de cine, televisión y teatro.

## Biografía

### Primeros años
Mishyna nació en 1989 en Sebastopol. En 2007 ganó el título de vicecomisaria en el concurso de belleza Sevastopol Beauty, en el que recibió un premio especial del público. Tras terminar sus estudios, se trasladó a la capital Kiev, donde estudió actuación en la Universidad Nacional de Teatro, Cine y TV en Kiev, graduándose en 2015.
En 2010 participó en el casting del programa de televisión Ukraine does not believe in tears, donde el premio principal del proyecto eran tres papeles principales en el musical dirigido por Konstantin Meladze.

### 2014-presente
Mientras continuaba sus estudios en teatro, Mishyna debutó en la gran pantalla en 2014. Tras graduarse de la universidad, se convirtió en actriz del Teatro Académico Joven de Kiev. Su primer trabajo importante fue el papel de Camilla en la telenovela Temptation, y obtuvo reconocimiento en su país en 2019, interpretando el papel de la antagonista Lidiya Shefer en la serie de televisión Fortress. De agosto a noviembre de 2019, participó en el programa de baile Tantsi z zirkamy, donde formó pareja con el coreógrafo Yevhen Kot, resultando ganadores del proyecto.
El 23 de octubre de 2020, la serie de telerrealidad Holostyachka comenzó a emitirse en el canal de televisión STB. En el show, quince hombres luchaban por el corazón de la protagonista, Mishyna. Al final del proyecto, Mishyna se quedó con el comediante y actor Oleksandr Ellert.

## Plano personal
Mishyna tiene un hijo llamado Platon (nacido en 2011). Después de su experiencia en Holostyachka, comenzó una relación con el finalista del programa Oleksandr Ellert; la pareja comparte vivienda pero no está oficialmente casada.

## Filmografía

### Cine y televisión
- 2022 - Susidka
- 2022 - Spravzhnii Santa
- 2021 - Silence
- 2021 - Fair Trade
- 2020 - Shusha
- 2020 - Sashino delo
- 2020 - Ty tolko moy
- 2020 - Ischezayushchie sledy
- 2020 - Hola pravda
- 2019 - Podkidysh
- 2019 - Krepostnaya
- 2019 - Samyy luchshiy muzh
- 2019 - Za vitrinoy
- 2018 - Naslednitsa ponevole
- 2018 - Vkus schastya
- 2018 - Dom Nadezhdy
- 2017 - Iskushenie
- 2016 - #Selfieparty
- 2015 - Plokhaya sosedka
- 2014 - Black Rose